# Jennifer Pareja
Jennifer "Jenny" Pareja Lisalde (Olot, 8 de maio de 1984) é uma jogadora de polo aquático espanhola, medalhista olímpica.

## Carreira
Pareja fez parte da equipe da Espanha que conquistou a medalha de prata nos Jogos Olímpicos de 2012, em Londres.